# Estádio Olímpico de Antuérpia
O Estádio Olímpico de Antuérpia (Olympisch Stadion) é um estádio construído especialmente para os Jogos Olímpicos de Verão de 1920, em Antuérpia, na Bélgica, com capacidade para 40000 espectadores.
Atualmente com sua capacidade reduzida para apenas 12.771 pessoas, o clube de futebol belga KFC Germinal Beerschot manda seus jogos no estádio.
Predefinição:Instalações olímpicas da ginástica
Predefinição:Instalações olímpicas do hóquei sobre a grama